# Pseuderanthemum alatum
Pseuderanthemum alatum es una especie de planta herbácea perteneciente a la familia de las acantáceas nativa de México y América Central.

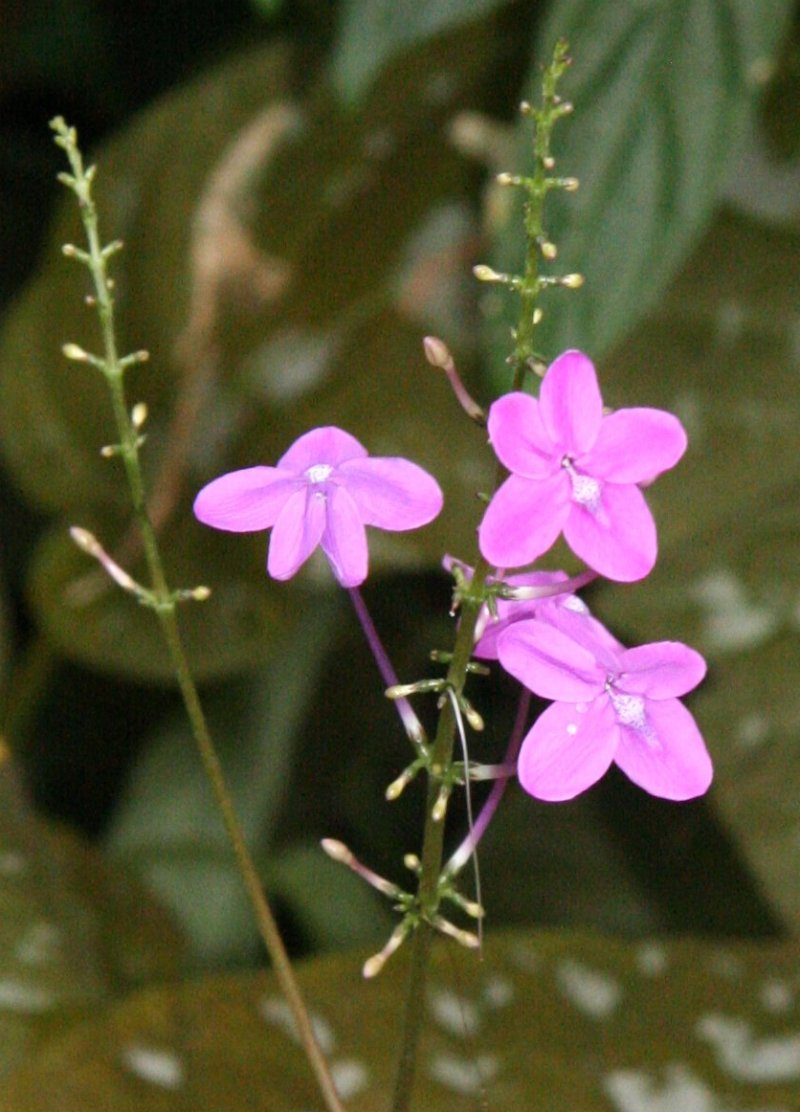
Detalle de las flores

## Descripción
Es una hierba de poco crecimiento nativa de México y América Central. Las hojas son de color marrón cobrizo con manchas de plata a lo largo de la nervadura central, son ovadas, con peciolos alados. La lámina de la hoja alcanza hasta los 15 cm de largo y 11 cm de ancho. Las flores son de color púrpura y se producen en forma de racimos. Las flores individuales son de hasta 4 cm de ancho y muy llamativas.

## Taxonomía
Pseuderanthemum alatum fue descrita por (Nees) Radlk. y publicado en Sitzungsberichte der Mathematisch-Physikalischen Classe (Klasse) der K. B. Akademie der Wissenschaften zu München 13(2): 286. 1883.
Etimología
Pseuderanthemum: nombre genérico compuesto que deriva del latín y significa "falso Eranthemum".
alatum: epíteto latíno que significa "con alas".
Sinonimia
- Eranthemum alatum Nees, Prodr. (Candolle) 11: 450. 1847.
- Siphoneranthemum alatum (Nees) Kuntze[3]